# Coldeportes Zenú
El Coldeportes Zenú (código UCI: ECZ) (nombre oficial: Coldeportes Zenú Sello Rojo), fue un equipo ciclista colombiano de categoría Continental.

## Historia
Creado para la temporada 2012, es el segundo equipo del proyecto ciclístico del instituto colombiano Coldeportes junto con el Colombia de categoría Profesional Continental.
En 2012 el nombre registrado en UCI fue Colombia-Comcel, pero desde el 27 de junio de 2012 se denominó Colombia-Claro, debido a que la marca Comcel, se fusionó con la mexicana Telmex, dando lugar a la marca Claro quien continuó con el patrocinio del equipo.
De la misma forma, durante 2013 en Colombia se le llamó Coldeportes-Claro, aunque se encontraba registrado en la Unión Ciclista Internacional como Colombia Coldeportes. En 2014 tomó su actual nombre al recibir patrocinio de la marca de alimentos Zenú, pero sin registrarse en UCI.
En el año 2017 regresa nuevamente a la categoría Continental.

### 2012
Su debut se produjo el 5 de enero, en la Vuelta a Chile, donde Didier Chaparro tuvo una destacada actuación culminando en 4.º lugar, además de ser 2.º en la etapa "reina" con final en el centro de esquí de Farellones.
Pocos días después el equipo afrontó la segunda competición de la temporada, el Tour de San Luis en Argentina. Posteriormente a esas carreras, reinó la incertidumbre sobre la continuidad del equipo y no se sabía si llegaría a competir en Colombia o no. Finalmente, la escuadra sufrió una reestructura donde además del cambio de patrocinador secundario, la directiva decidió cambiar de técnico, llegando Carlos Mario Jaramillo en reemplazo de Hernán Buenahora. Solucionados los problemas, el resto de la temporada el equipo se centró en el calendario colombiano donde lo más destacado fue el triunfo de Ronald Yesid Gómez en la Vuelta a Colombia Sub-23 y una victoria de etapa de Camilo Gómez en el Clásico RCN.
En noviembre participó en la Vuelta a Bolivia y el equipo tuvo una buena actuación. Ganó la clasificación por equipos, 4 corredores en el top 10 y Juan Alejandro García, Stíver Ortíz y Mauricio Ardila se relevaron al frente de la clasificación general durante casi toda la carrera, pero la perdieron sobre el final siendo Ardila con su 2.ª posición el mejor colocado.

### Disolución
El equipo desaparece en la temporada 2019 bajo la fusión de tres equipos colombianos que tenían patrocinio de la antigua entidad gubernamental Coldeportes, ellos eran Coldeportes Zenú, Coldeportes Bicicletas Strongman y GW Shimano (este último no era patrocinado por Coldeportes); para consolidar un nuevo equipo de categoría Continental llamado Colombia Tierra de Atletas-GW Bicicletas en un proyecto para cimentar a Colombia como un semillero de ciclistas y la formación integral del atletas en las categorías femenina, prejuvenil, juvenil, sub-23 y élite; con el objetivo de participar en diferentes carreras a nivel nacional e internacional.

## Material ciclista
El equipo utilizó bicicletas Cannondale, equipadas con grupos SRAM Red, uniformes de competencia Torralba Sports y cascos Garneau

## Clasificaciones UCI
Las clasificaciones del equipo y de su ciclista más destacado son las siguientes:

### UCI America Tour
| Temporada | Clasificación por equipos | Mejor corredor        | Posición |
| 2011-2012 | 22.º                      | Álvaro Duarte         | 122.º    |
| 2012-2013 | 14.º                      | Juan Alejandro García | 81.º     |
| 2013-2014 | 14.º                      | Fernando Gaviria      | 18.º     |
| 2017      | 5.º                       | Nelson Soto Martínez  | 3.º      |
| 2018      | 31.º                      | Alexis Camacho        | 173.º    |
| 2019      | 12.º                      | Alexis Camacho        | 40.º     |

### UCI Europe Tour
| Temporada | Clasificación por equipos | Mejor corredor | Posición |
| 2018      | 119.º                     | Germán Chaves  | 924.º    |

## Palmarés
Para años anteriores, véase Palmarés del Coldeportes Zenú

### Palmarés 2019

#### Circuitos Continentales UCI
| Fechas      | Circuito             | Carreras                               | Ganador         |
| 20 de junio | UCI Europe Tour 2019 | 6.ª etapa del Giro Ciclistico d'Italia | Juan Diego Alba |

## Plantilla
Para años anteriores, véase Plantilla del Colombia Coldeportes

### Plantilla 2019
| Integrantes del equipo 2019 | Integrantes del equipo 2019 | Integrantes del equipo 2019                       | Integrantes del equipo 2019 |
| Corredor                    | Fecha de nacimiento         | Equipo previo                                     |                             |
| --------------------------- | --------------------------- | ------------------------------------------------- | --------------------------- |
| Juan Diego Alba             | 11 de septiembre de 1997    | Boyacá es Para Vivirla (2017)                     |                             |
| Adrián Bustamante           | 10 de junio de 1998         | Boyacá es Para Vivirla (2017)                     |                             |
| Alexis Camacho              | 20 de junio de 1990         | GW Shimano (2017)                                 |                             |
| Diego Camargo               | 3 de mayo de 1998           |                                                   |                             |
| Alex Cano                   | 13 de marzo de 1983         | Aguardiente Antioqueño-Lotería de Medellín (2016) |                             |
| Germán Chaves               | 9 de marzo de 1995          |                                                   |                             |
| Miguel Ángel Rubiano        | 3 de octubre de 1984        | China Continental Team of Gansu Bank (2016)       |                             |
| Johan Colón                 | 26 de agosto de 1995        |                                                   |                             |
| Óscar Galvis                | 21 de junio de 2000         |                                                   |                             |
| Berardo Alexis Hernández    | 6 de febrero de 2000        |                                                   |                             |
| Juan Guillermo Jaramillo    | 12 de septiembre de 2000    |                                                   |                             |
| Juan Martín Mesa            | 23 de enero de 1992         |                                                   |                             |
| Julián David Molano         | 18 de julio de 1997         |                                                   |                             |
| Brayan Ramírez              | 20 de noviembre de 1992     | Medellín-Inder (2017)                             |                             |
| Juan Tito Rendón            | 7 de abril de 2000          |                                                   |                             |
|                             |                             |                                                   |                             |
| Fuente: ProCyclingStats     |                             |                                                   |                             |

Nota: Juan Guillermo Jaramillo missing qualifiers by rider